# Etnedal
Etnedal là một đô thị ở hạt Oppland, Na Uy. Nó là một phần của khu vực truyền thống của Valdres. Trung tâm hành chính của đô thị này là làng Bruflat.
Etnedal được lập làm một đô thị mới vào ngày 1 tháng 1 năm 1894 sau khi sáp nhập các khu vực Nordre Etnedal (từ đô thị Nord-Aurdal) và Bruflat (từ đô thị Sør-Aurdal).